# 아마르 신 리미테스
《아마르 신 리미테스》(스페인어: Amar sin límites)은 2006년 방영된 멕시코의 텔레노벨라이다.